# Blades Porto Alegre
Blades Porto Alegre é uma equipe de hóquei em linha da cidade de Porto Alegre, no Rio Grande do Sul, fundada em 1 de maio de 2004. Suas cores são laranja e preto.
A equipe sagrou-se campeã do primeiro campeonato que participou, a 8a Copa Sul de Hockey In Line. Desde 2011 a equipe mantém hegemonia no campeonato estadual e suas participações no campeonato brasileiro vêm desde 2006 numa crescente de resultados, tendo um terceiro lugar no POOL B em 2018 e um vice-campeonato no POOL B em 2016. Além dessas conquistas, a equipe já foi vice-campeã de uma Copa Sul de Hockey In Line, torneio com equipes de toda a Região Sul e outras competições open realizadas localmente.
O Blades Porto Alegre já revelou 2 jogadores que chegaram a seleção brasileira: Raphael Rodrigues e Cristiano Schmitz. Ainda houve convocações de Fabio Peter, Diego Bilhalva e Jairo Castro.

## História
Com objetivo de criar uma nova equipe de hockey in line para tornar o cenário do esporte mais competitivo e dinâmico no Rio Grande do Sul, o Blades foi fundado em 2004.
O time se reuniu pela primeira vez em março daquele ano, ainda sem nome definitivo, a partir da separação de um grupo maior de jogadores que se preparava para a 8ª Copa Sul, marcada para maio. 
Com poucos treinos, mas contando com jogadores experientes, a equipe participou do torneio, o primeiro dentro de sua trajetória, e sagrou-se campeã.
A partir deste momento, o grupo de jogadores uniu-se para fomentar o esporte no Estado, evoluir tecnica e taticamente e participar de campeonatos regionais e nacionais.
Aliando as metas com muita vontade e muito trabalho, o Blades já foi campeão gaúcho por 8 vezes seguidas nos últimos anos, assegurando essa hegemonia até o presente momento, desde 2016 de forma invicta. Regionalmente a equipe ainda foi campeão de uma Copa da Amizade de Hockey In Line e alguns outros Opens organizados localmente.
Fora do estado, o Blades já foi vice-campeão de uma Copa Sul de Hockey Inline, ficou em terceiro lugar no Brasileiro POOL B em 2019 e foi vice-campeão do Campeonato Brasileiro POOL B em 2016, competição que a equipe participou de todas as edições desde 2006 (exceto 2014x) e desde 2012 vem figurando entre as melhores do POOL B (15 melhores do país).
Com toda esssa experiência acumulada, parcerias já foram firmadas com o Esporte Clube São José, Associação dos Ferroviários, Partenon Tênis Clube e ESEF da Brigada Militar. Atualmente, os treinos são realizados nas dependências do Club Campestre Macabi. 
Atletas da equipe já tiveram passagem pelas seleções gaúcha e brasileira, participando de campeonatos nacionais e internacionais, entre eles: Sudamericano Div II (San Isidro - Argentina), Narch Winternationals 2017 (Huntington Beach - EUA), Mundial IIHF 2017 (Bratislava - Eslováquia) e Roller Games 2017 (Nanjing - China).
A equipe é filiada à FGP (Federação Gaúcha de Patinagem) e à CBHP (Confederação Brasileira de Hóquei e Patinação).
Nos seus 16 anos de existência, a equipe já teve participações de jogadores de vários países, como Argentina, Estados Unidos, França, Áustria e Canadá, promovendo a integração no esporte.